# Юханссон, Виктор
Виктор Тобиас Юханссон (швед. Viktor Tobias Johansson; род. 14 сентября 1998, Стокгольм) — шведский футболист, вратарь клуба «Сток Сити» и сборной Швеции.

## Клубная карьера
Юханссон — воспитанник клубов «Стувста», «Хаммарбю» и английского «Астон Вилла». В 2017 году игрок был включён в заявку на сезон последних. В 2018 году Юханссон на правах аренды перешёл в «Олфретон Таун». 20 февраля в матче против «Харрогит Таун» он дебютировал Северной Национальной лиге. По окончании аренды Виктор вернулся в «Астон Виллу». В начале 2019 года Юханссон перешёл в «Лестер Сити». В матче Кубка английской лиги против «Флитвуд Таун» он дебютировал за основной состав. В 2020 году Виктор подписал контракт с «Ротерем Юнайтед». 7 ноября в матче против «Престон Норт Энд» он дебютировал в Чемпионшипе.
В 2024 году Юханссон подписал контракт с «Сток Сити», подписав контракт на 3 года. 10 августа в матче против «Ковентри Сити» он дебютировал за новую команду.

## Международная карьера
В 2017 году в составе юношеской сборной Швеции Юханссон принял участие в юношеском чемпионате Европы в Грузии. На турнире он сыграл в матче против команды Португалии.
12 октября 2023 года в товарищеском матче против сборной Молдавии Юханссон дебютировал за сборную Швеции.